# Bliźniakowanie
Bliźniakowanie – jeden z mechanizmów odkształcenia plastycznego. Jest to nagły proces poślizgu zachodzący w niewielkim obszarze struktury, ściśle ograniczonym przez granice bliźniacze.

## Bliźniakowanie
Podobnie jak poślizg zachodzi tylko wzdłuż ściśle określonych płaszczyzn zwanych płaszczyznami bliźniakowania. Podczas bliźniakowania, pod działaniem naprężenia stycznego, następuje przesunięcie względem siebie kolejnych warstw atomowych wskutek ruchu poślizgowego części dyslokacji. Zbliźniaczone części kryształu względem płaszczyzny bliźniakowania są identyczne.
Proces bliźniakowania zachodzi najłatwiej w metalach o sieci heksagonalnej (A3) oraz w metalach o mniejszej symetrii sieci. W metalach o sieci typu A2 mechanizm ten ma niewielkie znaczenie, natomiast w metalach o sieci typu A1 bliźniakowanie nie jest spotykane, a występujące w ich strukturze bliźniaki powstają podczas wyżarzania rekrystalizującego.
Bliźniakowaniu sprzyja niska temperatura, duża prędkość odkształcania i niska wartość energii błędu ułożenia.

## Granice bliźniacze
Granice bliźniacze są to granice dużego kąta charakteryzujące się wysoko symetrycznym ułożeniem atomów, często objawiającym się lustrzanym odbiciem kolejnych kryształów. Granice bliźniacze tworzą się przy ściśle określonym niedopasowaniu atomowym. Płaszczyzna bliźniacza jest symetrycznie nachylona do określonej płaszczyzny krystalograficznej w sąsiadujących ziarnach. Atomy leżące w granicy przynależą jednocześnie do sieci obydwóch ziarn. Taka granica ma najprostszą budowę i posiada niską energią (3÷10% energii granic ziarn). Z tego powodu wyróżnia się granice bliźniacze koherentne i niekoherentne. Większą energię mają niekoherentne granice bliźniacze, w których płaszczyzna granicy tworzy pewien kąt z płaszczyzną bliźniaczą. Częściej spotyka się granice niekoherentne. Granice mają znaczenie w przypadku hartowania i przeróbki plastycznej na zimno. W niektórych stopach z pamięcią kształtu odpowiadają za pojawienie się efektu pamięci kształtu i pseudosprężystości. Fragment kryształu oddzielony od jego osnowy granicą bliźniaczą nazywamy bliźniakiem.